# Frankie Saenz
Frankie Ozuna Saenz III, född 12 augusti 1980 i Phoenix, är en amerikansk MMA-utövare som sedan 2014 tävlar i organisationen Ultimate Fighting Championship.